# 船岡洋一郎
船岡 洋一郎（ふなおか よういちろう、1987年2月20日 - ）は、広島県出身の競艇選手。登録番号4398。身長168cm。血液型A型。98期。広島支部所属。同期に鶴本崇文、平山智加、松田祐季らがいる。

## 来歴
- やまと競艇学校時代、リーグ戦勝率5.51（準優出1　優出以上なし）の成績を残した。
- 2006年5月17日、下関競艇場でデビュー（5着）。
- 2006年10月20日、尼崎競艇場での「夕刊フジ　オレンジカップ2006」2日目2Rで初勝利（46走目）
- 2009年7月23日、常滑競艇場での「第23回半田大賞」で初優出（4着）[1]。
- 2012年6月10日、大村競艇場での「G3新鋭リーグ第11戦 日刊スポーツ杯」で初優勝（優出13回目）。